# Uvidicolus sphyrurus
Uvidicolus sphyrurus är en ödleart som beskrevs av Ogilby 1892. Uvidicolus sphyrurus ingår i släktet Uvidicolus och familjen geckoödlor. Inga underarter finns listade i Catalogue of Life.
Arten förekommer i delstaterna New South Wales och Queensland i Australien.